# Simrishamns samrealskola
Simrishamns samrealskola var en realskola i Simrishamn verksam från 1913 till 1971.

## Historia
Från 1560-talet fanns Simrishamns trivialskola, en pedagogi, även tidivs benämnt lägre elementarläroverk, som 1905 ombidlats till Simrishamns samskola. 1898 inrättades ett allmänt läroverk för flickor som i början av 1900-talet uppgick i samskolan. Denna ombildades 1913 till en kommunal mellanskola, vilken ombildades från 1930 successivt till Simrishamns samrealskola.
Realexamen gavs från åtminstone 1922 till 1971. 